# 関孝和

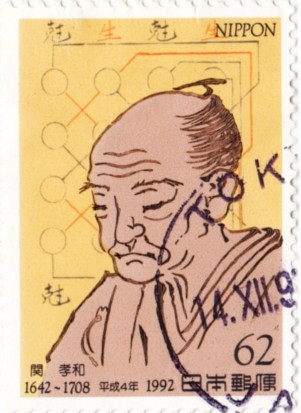
文化人切手（1992年）

関 孝和（せき たかかず）は、日本の江戸時代前期の和算家（数学者）、武士、甲府藩士のち旗本。本姓は藤原氏（結城一族）。内山氏の生まれで、関氏の養子となった。通称は新助。字は子豹、号は自由亭。算聖と称される。

## 生涯
関孝和の生涯については、あまり多くが伝わっていない。養子の関新七郎久之が重追放になり、家が断絶したことが理由の一つである。
徳川忠長に仕えた武士・内山七兵衛永明の次男として生まれ、母は安藤対馬守の家来・湯浅与右衛門の娘。永明の父は安間三右衛門国重といい、永明は母方の祖父・内山左京吉明の養子となった。吉明は元々芦田信蕃の家臣で、芦田康貞が上野国藤岡（現・群馬県藤岡市）に封じられるとそれに随い藤岡に住み、康貞の改易後も藤岡に留まった。慶長5年（1600年）の第二次上田合戦以降徳川家康の家臣となり、寛永6年（1629年）以降は徳川忠長に附属させられたが忠長の改易により吉明・永明は牢人となり藤岡に閑居した。永明は寛永16年（1639年）御天守番となり徳川の家臣に復帰した。
孝和の生年は寛永14年（1637年）と同19年（1642年）の2説がある。寛永19年説は川北朝鄰による説だが、その理由を三上義夫に「関はニュートンと同じようなことをしたのだから同年の出生としたのだ」と語ったという。寛永14年説も同じく川北による説で根拠は薄いのであるが、しかし、寛永14年から同19年の間に生まれたことは確からしいといわれている。
生誕地についても上野国藤岡と江戸という説がある。実父が寛永16年（1639年）に藤岡から江戸に移っているので、それ以前の生まれならば生地は藤岡、それ以後ならば江戸と推測される。
5歳のころ、甲斐国甲府藩（現・山梨県甲府市）の勘定を勤める関五郎左衛門の養子となり、甲府藩主徳川綱重とその子綱豊（徳川家宣）に仕えて勘定方吟味役（勘定方用改）を勤めた。宝永元年（1704年）に家宣が将軍世嗣となり江戸城西の丸に入ると、孝和も直参・旗本となり、西の丸納戸組頭を拝命して300俵を与えられた。
没後30年ほどして書かれた『武林隠見録』によると、師につかずに吉田光由の『塵劫記』によって独学したとされる。
孝和は甲府藩における国絵図（甲斐国絵図）の作成に関わり、また平安時代以来改暦が行われていなかった宣明暦に変えて授時暦を深く研究して改暦の機会をうかがっていたが、その後渋川春海により貞享暦が作られたため、暦学において功績を挙げることはかなわなかった。
宝永3年（1706年）11月4日に職を辞し小普請となった。
宝永5年10月24日（1708年12月5日）、死去。牛込弁天町（現在の東京都新宿区）の浄輪寺に葬られている。

## 死後
弟子に建部賢弘や荒木村英がいる。
関の死後もその学統（関流）はめざましく発展し、山路主住に至り免許制度などを整え、和算の圧倒的な中心勢力になる。有力な和算家はほとんどが関流に属するようになっていった。
関孝和は関流の始祖として、算聖とあがめられた。明治以後、和算が西洋数学にとって代わられた後も、日本数学史上最高の英雄的人物とされた。
上毛かるたでも「和算の大家 関孝和」と詠われている。このかるたの読み札では「孝和」を「こうわ」と読んでいる。最近では「孝和」を「たかかず」と読むことが大半だが、戦前は「こうわ」と音読みしていた。『首書改算記綱目』（1687年）の序文で「孝和」に「タカカズ」と振り仮名を振っていることから「たかかず」読みが正しいと考えられているが、後世、敬意を表して音読みしたものとみられている。
明治40年（1907年）、従四位を追贈された。

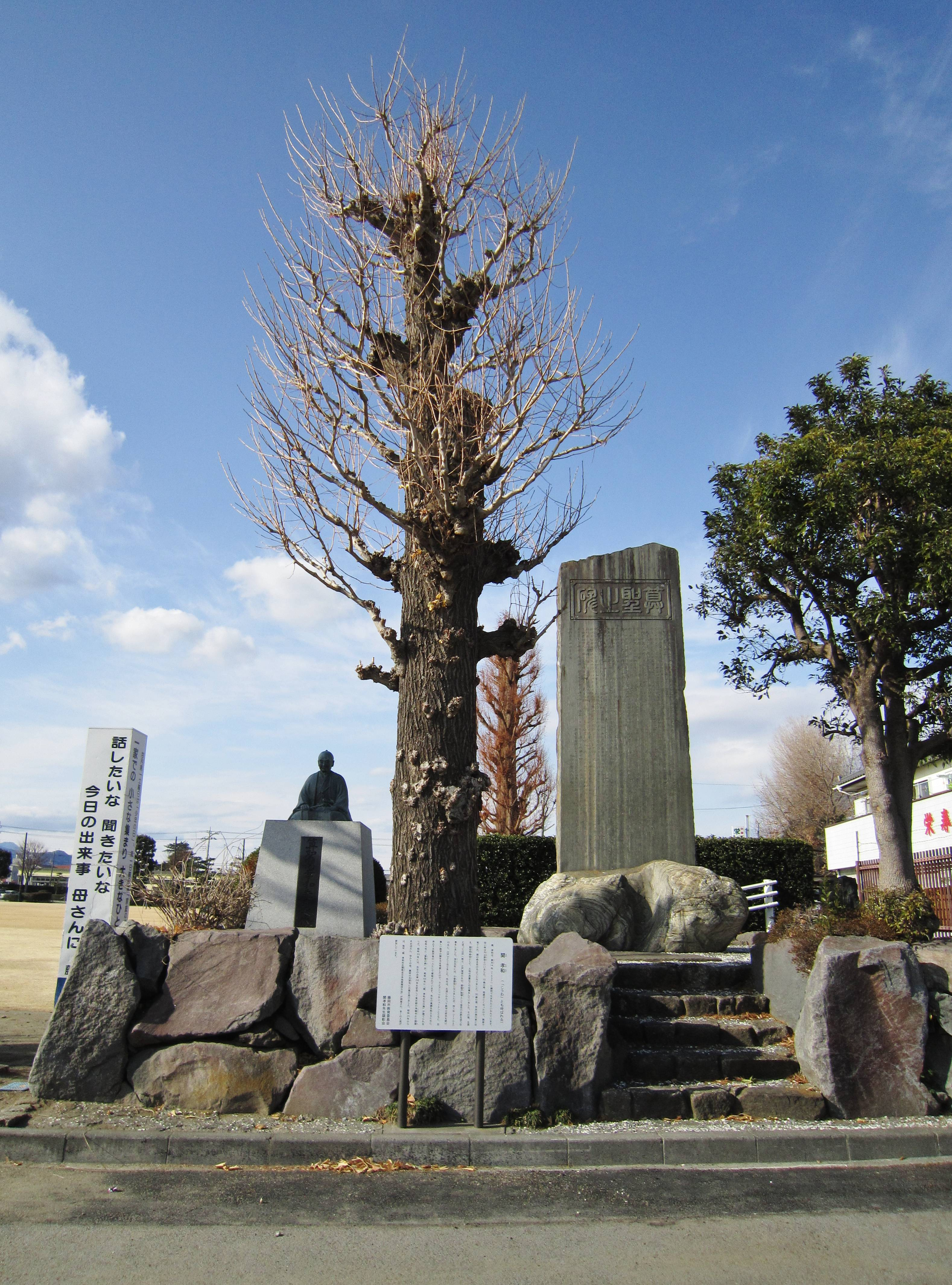
関孝和の銅像と顕彰碑（群馬県藤岡市）
関孝和の銅像
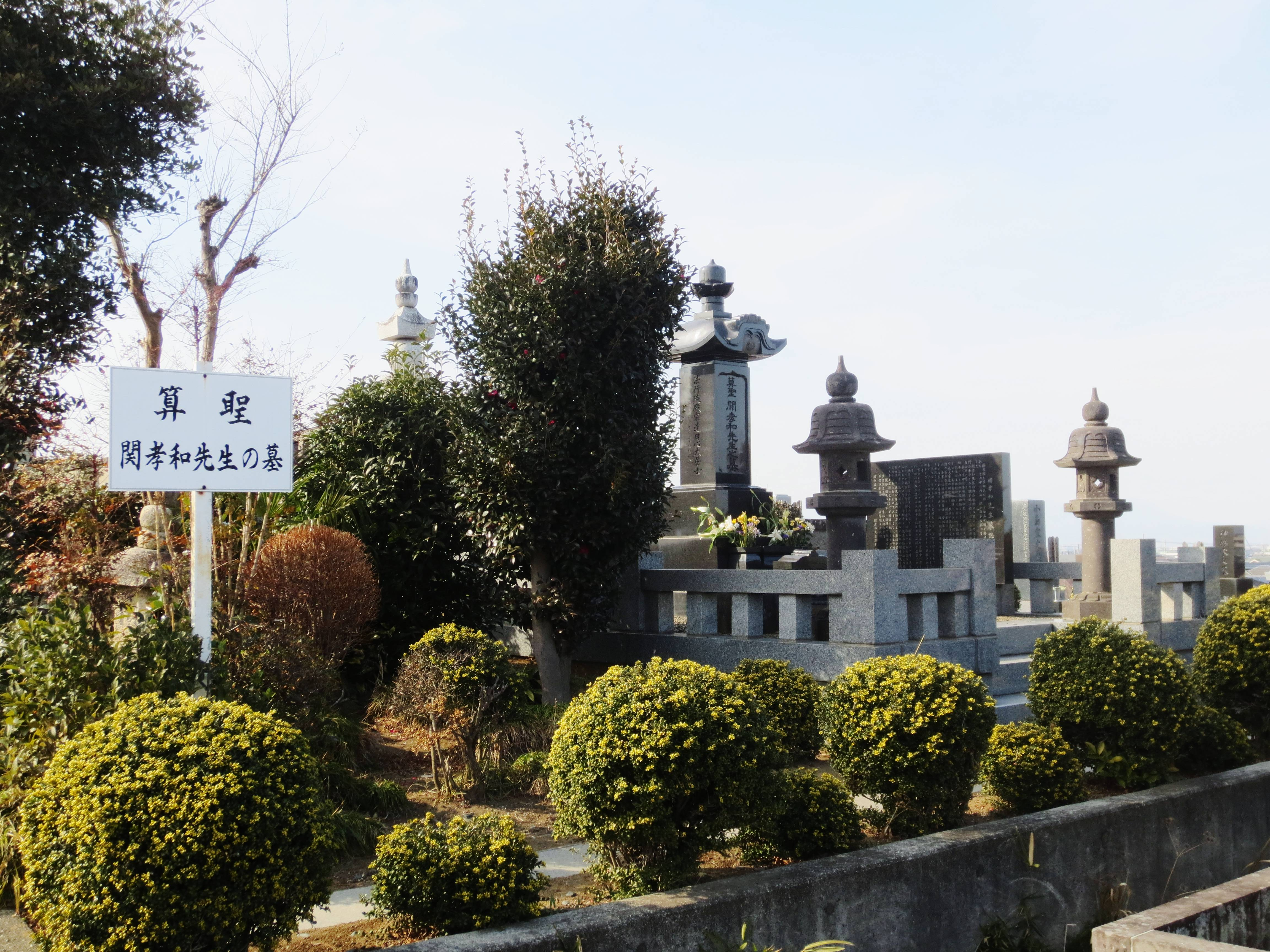
関孝和の墓（藤岡市光徳寺）

## 業績

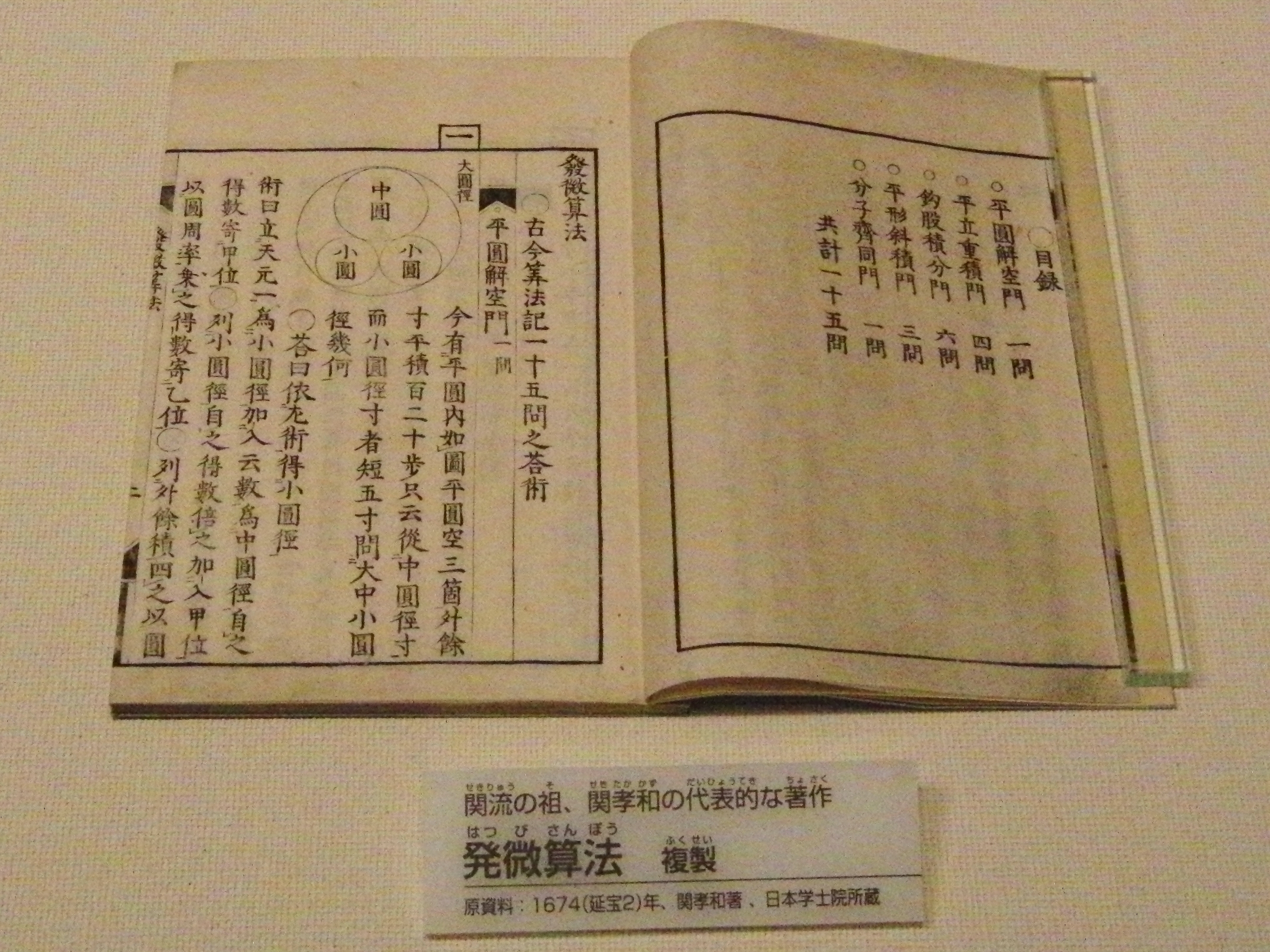
『発微算法』（複製）。国立科学博物館の展示。

関は和算が中国の模倣を超えて独自の発展を始めるにあたって、重要な役割を果たした。特に宋金元時代に大きく発展した天元術を深く研究し、根本的な改良を加えた。延宝2年（1674年）に『発微算法』を著し、点竄術（てんざんじゅつ）による代数の計算法を発明して、和算が高等数学として発展するための基礎を作った。
世界で最も早い時期に終結式を用いた変数消去の一般論を見出した。この終結式の表現において行列式に相当する式が現れている。
また暦の作成にあたって円周率の近似値が必要になったため、1681年頃に正131072角形を使って小数第11位まで算出した。関が最終的に採用した近似値は「3.14159265359微弱」だったが、エイトケンのΔ2乗加速法を用いた途中計算では小数点以下第16位まで正確に求めている。これは世界的に見ても、数値的加速法の最も早い適用例の一つである（西洋でエイトケンのΔ2乗加速法が再発見されたのは1876年、H.von.Nägelsbachによってである）。ヤコブ・ベルヌーイとは独立かつやや早くにベルヌーイ数を発見していたことも知られている。

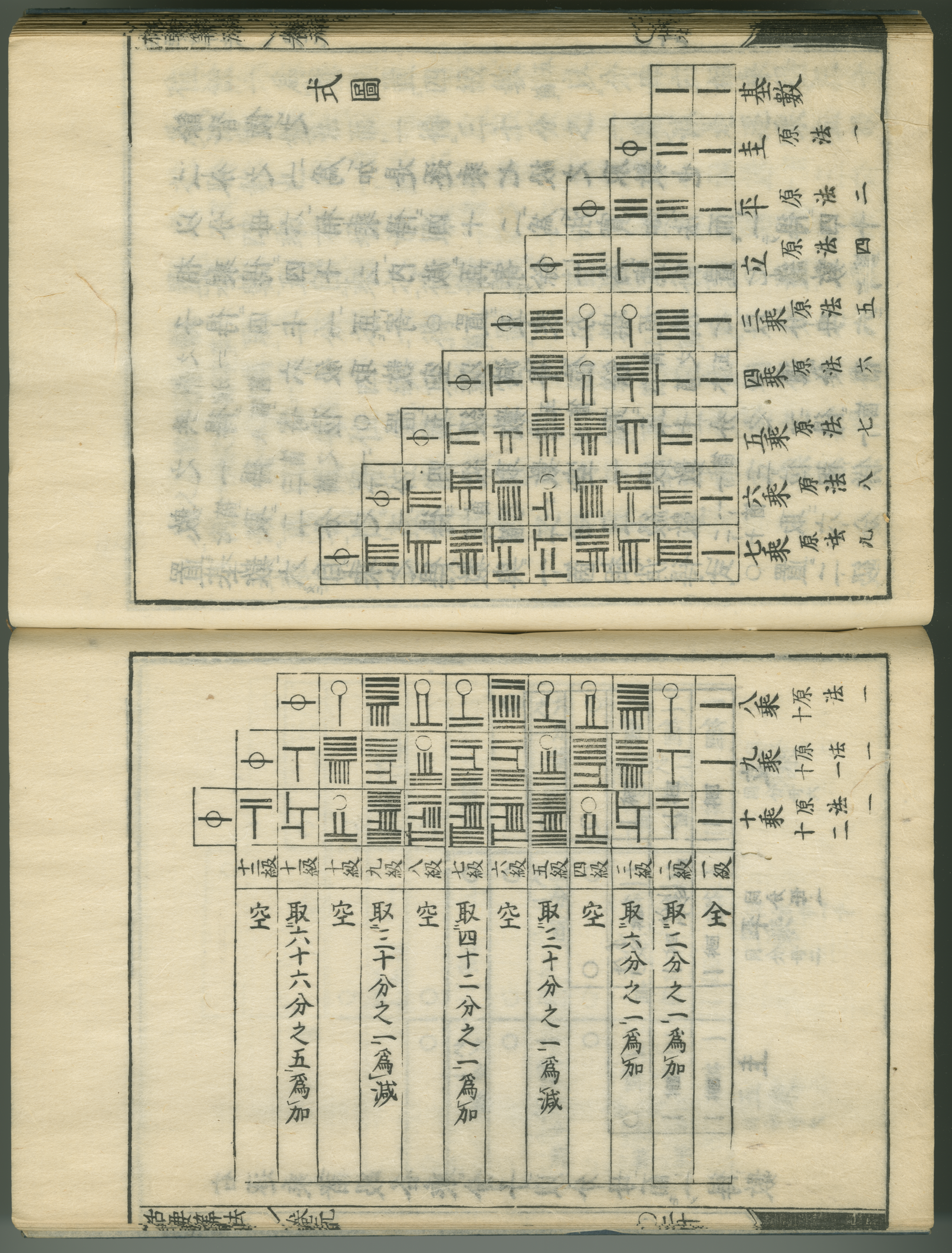
ベルヌーイ数や二項係数について書かれた『括要算法』（1712年）の頁

無理数などの不尽数を連分数や分数で近似する零約術について論じた。

## 点竄術
関の最大の業績は、天元術を革新して傍書法・点竄術を確立したことである。これは記号法の改良と理論の前進の双方を含み、後に和算で高度な数学が展開するための基礎を提供した。
天元術は中国で発達した代数的解法である。求める数を未知数（天元の一と呼ぶ）とし、演算を施して方程式を立てる。問題を1元方程式に帰着できれば、次数に拘わらず算木によるホーナー法で近似的に解けた。しかし明代に入ると中国では天元術は衰え、もっぱら李氏朝鮮で継承されてゆく。朝鮮での発展や日本への流入の過程は今日でも不明な点が多い。日本では17世紀に入ってから、主に京阪の和算家の橋本正数・沢口一之らによって熱心に研究された。沢口の『古今算法記』（寛文10年、1670年）は、天元術の学習がほぼ完了したことを示している。
天元術には多変数の高次方程式を扱えない欠点があった。これは未知数を記号ではなく算木を置く場所で表現しているからで、例えば (1 3 4) の配置は1変数の多項式 {\displaystyle 1+3x+4x^{2}} または多変数の1次式 {\displaystyle x+3y+4z} のいずれかを表す。したがって2個目以降の未知数を文章による議論で消去してから、天元術を用いらねばならなかった。
『古今算法記』巻末の15問の未解決問題（遺題）はまさに多変数の方程式を必要とした。関は『発微算法』（延宝2年、1674年）でそれらすべての解を与えている。それは傍書法、すなわち算木による数ではなく紙の上の文字によって算式を論じる代数筆算を用い、2個目以降の未知数を文字で表して多変数の方程式を表現し、それを点竄術で処理して求めた。
ただし『発微算法』には変数を消去した後の1元方程式が書かれているだけで（それすらも詳細を端折った解答もあった）、その背景にある傍書法は一切表に現れていない。加えて初期の版では若干の誤りがあったため、正当性に疑いを持つ者も現れた。例えば佐治一平は15の回答のうち12が誤りだと主張した（実際には佐治の指摘のほとんどは的外れだった）。また佐治の師にあたる田中由真は『算法明解』（延宝7年、1679年）で、別の解答を関とは独立に発明した点竄術・傍書法を用いて与えた。
これに対して建部賢弘が『発微算法演段諺解』（貞享2年、1685年）で点竄術とそれを用いた解法の詳細を公開し、併せて若干の誤りを（場合によっては注記せずに）訂正している。さらに『解伏題之法』（天和3年、1683年）では終結式を用いた消去の一般的な理論を示し、加えて終結式を表現するために行列式に相当するものを導入した。ただし関は3次・4次の行列式は正しい表示を与えているが、5次については符号の誤りがあり、常に0になってしまう。やや後の1710年以前に完成した『大成算経』（建部賢明・建部賢弘との共著）で、第1列についての余因子展開を一般の行列について正しく与えている。
類似の結果は大阪の井関知辰による『算法発揮』（元禄3年、1690年）にも見られる。また、田中の『算学紛解』（1690年?）にもその萌芽と思しき消去方法がみられる。『解伏題之法』も『大成算経』も公刊されていないので、これらの研究は独自になされたと思われる。関と京阪の和算家との交流には不明な点が多い。また『大成算経』の存在にもかかわらず、後の関流の有力な和算家たちが『解伏題之法』を訂正して正しい展開式を得る研究を続けていて、この理由も今のところ不明である。
なおゴットフリート・ライプニッツが行列式を導入したのは関と同じ1683年ころだが、『解伏題之法』に比較して一般性に劣る。一般の行列式の公式や終結式の理論が発見されるのは18世紀の中ごろだった。先立って楊輝（中国、1238年? - 1298年）は『詳解九章算術』で、ジェロラモ・カルダーノは『偉大なる術』（Ars magna de Rebus Algebraicis, 1580年）で、数字係数の二元一次連立方程式の解を行列式と同様の計算式で与えている。
この一連の研究により、数学の問題は多元の代数方程式に表現できれば、原理的には解けることになった。また中国数学以来の伝統で、幾何の問題はピタゴラスの定理などを用い機械的に代数に落として処理していたので、これで実に広範な問題が原理的には解けるようになった。
ただしこの解法を実際に実行するのは多くの場合、計算量が膨大で現実的ではない。そのため『発微算法』でも方程式のみを求めていて、数値解の計算には進まなかった。ある問題は最終的に得られる方程式の次数が1458次にもなってしまい、方程式を具体的に書き下すことすらできなかった。しかし以後、連立高次方程式に帰着される問題は、和算の中心的課題ではなくなった。
また数値解析で数値解を求めるには、実数根の定性的な性質（存在範囲・重根・個数）を解明し、効率的なアルゴリズムを確立しなけらばならない。関はホーナー法の収束を改善するため、ある精度から先は高次の項を省略する、ニュートン法と同値の方法を提案した。また重根の存在条件を示した。これは元の方程式とその導多項式が共通解を持つための条件にほかならず、先の消去の理論の応用である。

## 主な門下生
- 建部賢明：関孝和、弟の賢弘と共に『大成算経』を編纂した[26]。
- 建部賢弘：建部賢明の弟。『発微算法』を解説した『発微算法演段諺解』を編纂した[27]。
- 荒木村英：関孝和の遺著を整理して『括要算法』を編纂した[28]。